# Armenkruistocht
De Armenkruistocht was militaire expeditie die zonder toelating werd ondernomen in 1309 vanuit het Rijnland, Brabant, Noord-Frankrijk en Engeland. Ingaand op een steunoproep voor een kruistocht naar het Heilige Land, marcheerden de pauperes en vulgares een klein professioneel leger tegemoet dat zich met pauselijke goedkeuring samentrok. Onderweg gaven ze zich over aan plundering en Jodenvervolging. Hun expeditie werd uiteengeslagen zonder dat ze in de buurt waren gekomen van het Heilige Land.

## Geschiedenis
De Armenkruistocht was een eerste populaire steunbetuiging om voor het christendom te strijden na de val van de kruisvaardersstaten. Akko, laatste bolwerk van het koninkrijk Jeruzalem, viel in 1291 aan de Mammelukken. In augustus 1308 gaf paus Clemens V opdracht om te preken voor een nieuwe kruistocht, die het volgende jaar moest plaatsvinden (naast twee expedities tegen de Republiek Venetië en het Koninkrijk Granada). Het moest een beperkte, preliminaire kruistocht worden onder leiding van de hospitalieters, een religieuze ridderorde. Het preken moest gebeden en geld losmaken, geen directe participatie door leken. Begin 1309 werd de kruistocht uitgesteld naar de herfst. In juni en juli zond Clemens brieven naar de noordelijke bisschoppen om hen eraan te herinneren dat ze actieve deelname moesten ontmoedigen. Het ging erom geld in te zamelen op belofte van  aflaten.
De reactie van Clemens toont aan dat hij al de eerste signalen had opgevangen van wat onderweg was. In de lente van 1309 hadden predikers een intense kruisijver opgezweept. Grote groepen belangstellenden - tienduizenden volgens sommige verslagen - zetten zich in beweging naar het pauselijk hof in Avignon. Naar het voorbeeld van de deelnemers aan de Eerste Kruistocht hadden ze zich het kruis opgenaaid, maar ze werden afgewezen door de bisschoppen. De meesten marcheerden naar Avignon om zich bij de hospitalieters te vervoegen, terwijl anderen inscheepten op de Donau met de bedoeling zelfstandig het Heilige Land te bereiken. De unaniem vijandige kronieken, met de Annalen van Gent voorop, beschrijven de kruisvaarders als armen: landloze boeren en stedelijke handwerkers zonder voldoende emplooi. Er waren een paar rijke stedelingen en ridders, maar geen hogere adel. Tussen een meerderheid van mannen waren er ook vrouwen. Het grootste deel lijkt uit Duitsland te zijn gekomen, naast volk uit de Nederlanden en in mindere mate Engeland. 

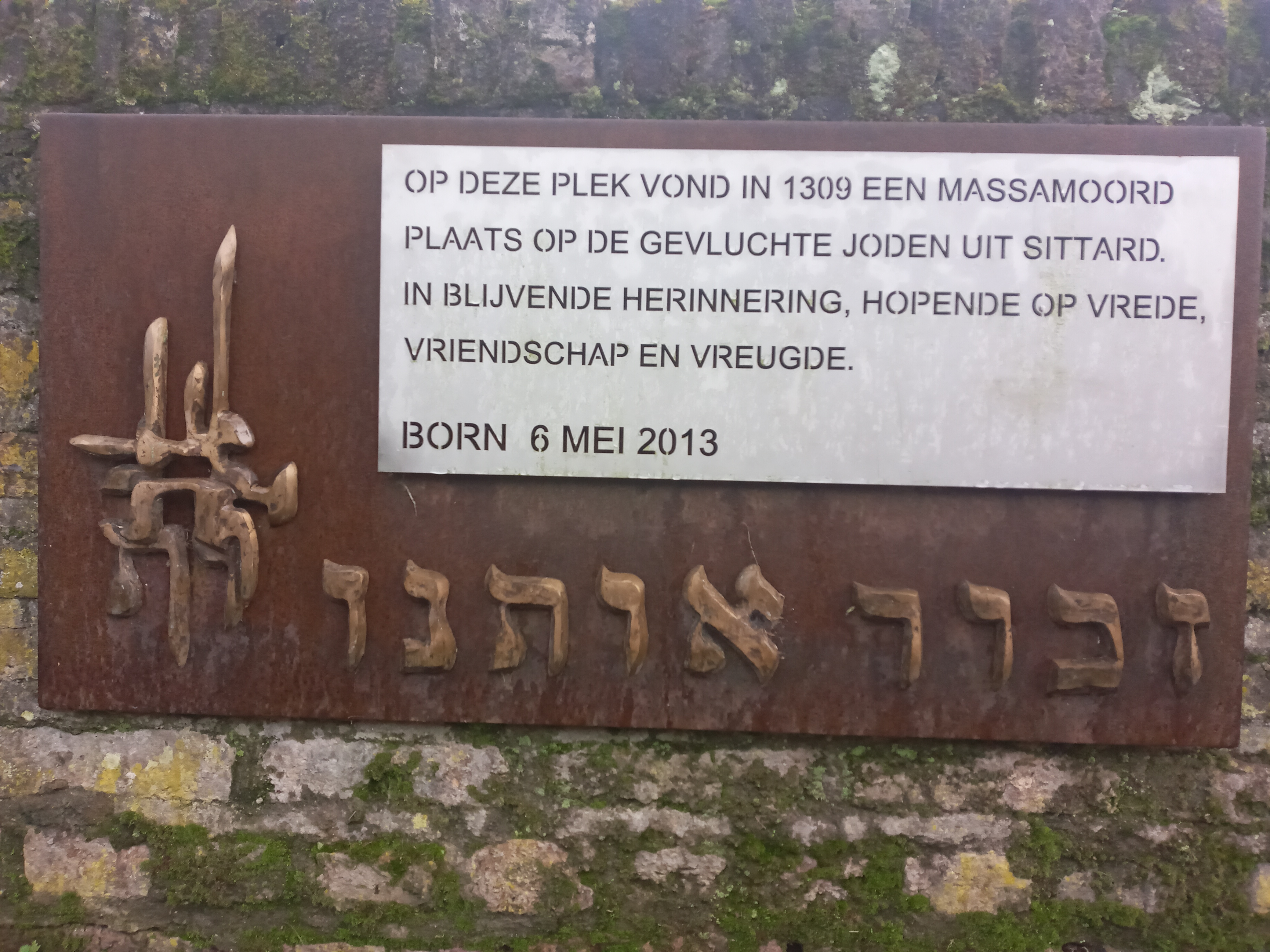
Bord bij Kasteel Born ter herdenking van de massamoord

De kruisvaarders noemden zichzelf "Broeders van het Kruis". Niettemin benadrukken de kroniekschrijvers dat de beweging geen leider had. Te arm om de tocht naar Avignon te bekostigen, waren ze afhankelijk van liefdadigheid, of bezondigden ze zich aan diefstal en plundering. De joden werden een geliefkoosd doelwit. In Kasteel Born werden 110 Joden door een meute vermoord. Zij hadden bescherming gezocht bij kasteelheer Jan van Valkenburg, broer van Reinoud van Valkenburg, die heer van Sittard was. De joden van Leuven en Tienen, die het onheil zagen naderen, verschansten zich in het kasteel van Genappe. Hoewel ze de bescherming genoten van hertog Jan II van Brabant, werden ze daar door de kruisvaarders belegerd. De hertog moest zijn leger sturen vooraleer ze afdropen, nadat er veel doden waren gevallen. 
Ondanks het gebrek aan leiders en planning, arriveerden er in juli 1309 enkele tienduizenden kruisvaarders in Avignon. De "Broeders" vroegen paus Clemens om hun acties te legitimeren en hen toe te laten hun geloften te vervullen als een echte kruistocht. Clemens ging er niet op in. Het enige wat hij deed, was op 25 juli een 100-jarige aflaat verlenen aan elke Duitser die het kruis had opgenomen maar bij gebrek aan schepen niet kon uitzeilen. De hospitalieters weigerden de broeders aan boord te nemen. Daarop begon het armenleger uiteen te vallen. Volgens de Annalist van Gent keerden ze gewoon in verwarring terug naar hun huizen. Het is mogelijk dat een paar tot in Marseille raakten.
Op 4 november 1309 gaf paus Clemens toe wat lang was vermoed, dat de hospitalieters niet naar het Heilige Land zouden vertrekken. Hun doel was een voorbereidende campagne om het Koninkrijk Cyprus te verdedigen en een verbod op handel met moslims af te dwingen. In januari 1310 lag de expeditie klaar om uit te zeilen in Brindisi, maar slecht weer zorgde voor uitstel. Bevelhebber was grootmeester Foulques de Villaret, vergezeld van pauselijk legaat Pierre de Pleine-Chassagne. De legermacht beschikte over 26 galeien, een paar honderd ridders en drieduizend voetsoldaten. Toen ze uitzeilden was het nog steeds niet duidelijk waar Villaret hen naartoe wou brengen. De vloot zette koers naar het Byzantijnse eiland Rhodos. Op 13 mei kwamen ze in Griekse wateren en stuurde Villaret een vredesboodschap naar Venetië. De kruisvaarders namen deel aan de inname van Rhodos-stad in augustus. Dat werd een strategisch belangrijke uitvalsbasis voor latere expedities. De hospitalieters vestigden er in 1311 hun hoofdkwartier.